# Federico Versaci
Federico Versaci (nacido el 16 de febrero de 2002) es un futbolista profesional argentino que juega como extremo derecho en el CSD Tristán Suárez de la Primera B Nacional, a préstamo desde Defensa y Justicia.

## Trayectoria
Versaci ingresó a las divisiones inferiores de Vélez Sarsfield a los cinco años.
Permaneció allí durante toda su carrera juvenil y finalmente pasó al fútbol de Primera División, a finales de 2020 bajo la dirección del entrenador Mauricio Pellegrino.  
En noviembre, entró en el banco de suplentes en la victoria de la Copa Sudamericana sobre el Deportivo Cali y la derrota de la Copa de la Liga Profesional ante Gimnasia y Esgrima; ambos en condición de local.
El debut profesional de Versaci llegó el 5 de diciembre de 2020 en un partido de visitante ante el Club  Patronato en esta última competición, cuando el jugador sustituyó a Mauro Pittón a falta de diez minutos para el final del empate sin goles.
El 8 de julio de 2022, Versaci pasó a Defensa y Justicia.

## Selección nacional
Versaci representó a Argentina en el Campeonato Sudamericano Sub-15 de 2017.
Marcó una vez, de penal contra Colombia, cuando ganaron el trofeo.
En marzo de 2018, Versaci recibió una convocatoria de la Sub-17 para un amistoso con Huracán.
Jugó el partido, aunque abandonó prematuramente tras sufrir una lesión de ligamentos; lo que le mantuvo fuera de acción durante casi un año. 
En 2019 llegaron más convocatorias al Sub-17.

## Estadísticas
Actualizado al 28 de julio de 2023 (según transfermarkt.com.ar)
| Velez Sarsfield Argentina | 1.ª                 | 2020                | 0 | 0 | 3 | 0 | — | — | 3 | 0 |
| Velez Sarsfield Argentina | 1.ª                 | 2021                | 0 | 0 | 0 | 0 | — | — | 0 | 0 |
| Velez Sarsfield Argentina | 1.ª                 | 2022                | 0 | 0 | 0 | 0 | — | — | 0 | 0 |
| Velez Sarsfield Argentina | Total               | Total               | 0 | 0 | 3 | 0 | 0 | 0 | 3 | 0 |
| Defensa y Justicia Argentina | 1.ª                 | 2022                | 2 | 0 | 0 | 0 | — | — | 2 | 0 |
| Defensa y Justicia Argentina | 1.ª                 | 2023                | 2 | 0 | 1 | 0 | 1 | 0 | 4 | 0 |
| Defensa y Justicia Argentina | Total               | Total               | 4 | 0 | 1 | 0 | 1 | 0 | 6 | 0 |
| Total en su carrera | Total en su carrera | Total en su carrera | 4 | 0 | 4 | 0 | 1 | 0 | 9 | 0 |
| (1) La copa nacional se refiere a la Copa Argentina y Copa de la Liga Profesional . (2) La copa internacional se refiere a la Copa Sudamericana. |                     |                     |   |   |   |   |   |   |   |   |

## Palmarés
Argentina Sub-15
- Campeonato Sudamericano Sub-15 : 2017